# Numer na żaglu

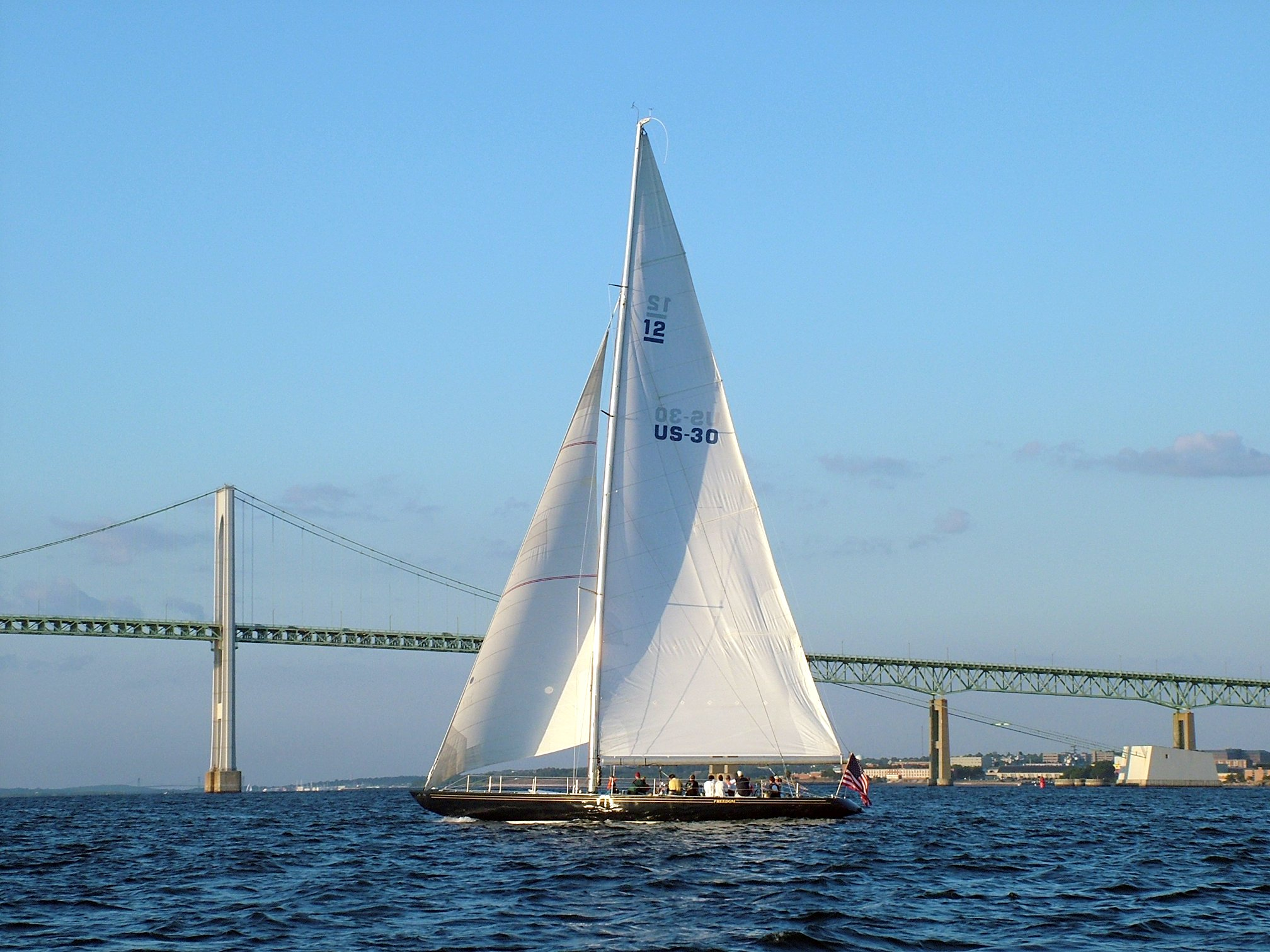
Przykład oznakowania:
12 - znak klasy
US - Stany Zjednoczone
30 - kolejny numer w danej klasie

Numer na żaglu (Numer żagla) – oznaczenie stanowiące układ liter i cyfr potrzebny do identyfikacji żaglowca (jachtu) na wodzie. Numer ten występuje też w jego oficjalnych dokumentach (np. certyfikat jachtowy).
System oznakowania nakazuje, aby każdy jacht morski miał na grocie i spinakerze – znak klasy, litery wskazujące przynależność państwową, kolejny numer w danej klasie nadany przez związek narodowy (np. PZŻ), lub międzynarodowy danej klasy (np. International Cadet Class Association). Rozmieszczenie i wielkość liter oraz cyfr określone są przepisami.

## Międzynarodowe numery na żaglu
Spotyka się następujące oznaczenia: jedno-, dwu-, trzyliterowe (oznaczenie państwowości) z kolejnym numerem w danej klasie, typie jednostki (np: PZ 1, K 23, POL 1256, S 234, US 30 itd.), nad nimi często występuje też znak klasy jednostki (np. TS – Żaglowiec szkolny, C – Cadet itp.)
W przypadku jachtów regatowych rozmieszczenie i wielkość liter oraz cyfr obwarowane są przepisami klasowymi i przepisami regatowym i ISAF.

## Polskie numery na żaglu
Po 1945 r. do poł. lat 70. XX w. polskie jachty morskie zobowiązane były nosić na głównych żaglach rzymską liczbę określającą klasę wielkości żagli w granicach tej samej dziesiątki metrów kwadratowych, litery PZ oznaczające przynależność do polskiego żeglarstwa oraz liczbę arabską oznaczającą kolejny numer jachtu w danej klasie wielkości. Rejestr jachtów był prowadzony przez Polski Związek Żeglarski. W tamtym czasie obejmował on do 382 jednostek (stan na 1 czerwca 1973).
Klasy (jednostki istniejące w danym przedziale):
| - I - do 15 m² (20) - II - 15 do 25 m² (109) - III - 25 do 30 m² (78) - IV - 35 d0 45 m² (40) - V - 45 do 55 m² (66) - VI - 55 do 65 m² (10) - VII - 65 do 75 m² (6) | - VIII - 75 do 85 m² (30) - X - 95 do 105 m² (7) - XI - 105 do 115 m² (1) - XIV - 135 do 145 m² (10) - XXXI - 305 do 315 m² (2) - XXXVI - 355 do 365 m² (2) - LIV - 535 do 545 m² (1) |

W 1976 r. wprowadzono kolejną zmianę oznakowania na żaglach. Każdy jacht morski był zobowiązany nosić obustronnie na głównym żaglu litery PZ (określające przynależność narodową oraz do polskiego żeglarstwa) oraz numer rejestru jachtów prowadzony przez PZŻ. W tamtym czasie obejmował on 677 jednostek w tym 37 numerów zarezerwowanych dla jachtów w budowie lub odbudowie.
Obecny wzór (POL) numeru określa rozporządzenie Ministra Gospodarki Morskiej i Żeglugi Śródlądowej z dnia 17 kwietnia 2020 r. w sprawie rejestracji jachtów i innych jednostek pływających o długości do 24 m  (Dz.U. z 2020 r. poz. 763).